# Nikola Ninković
Nikola „Dzigi“ Ninković (serbisch-kyrillisch Никола Нинковић; * 19. Dezember 1994 in Bogatić, Jugoslawien, heute Serbien) ist ein serbischer Fußballspieler.

## Karriere
Seit seiner Kindheit spielte Nikola Ninković in der Jugendabteilung des serbischen Spitzenvereins Partizan Belgrad. Dort durchlief er alle Jugendmannschaften des Vereins. Seit Juli 2011 ist er Profi bei Partizan.
Im Februar 2016 wechselte Ninković zum italienischen Erstligisten Chievo Verona, für den er in der Rückrunde der Saison 2015/16 in einem Spiel zum Einsatz kam. Chievo transferierte ihn daraufhin im Sommer 2016 zum CFC Genua. Nach einem Jahr beim CFC wurde Ninković im Sommer 2017 an den FC Empoli verliehen.